# Nan Tharat
Nan Tharat  (exécuté en 1698) de son nom complet Samdach Brhat Chao Phya Nanda Raja Sri Sadhana Kanayudha [Nan Tharat] fut roi du royaume de Lan Xang de 1695 à 1698

## Biographie
Nan Tharat est un prince de la famille royale, fils unique du prince Chao Fa Puya [Bou] − devenu moine en 1638 − lui-même fils ainé du roi Vichai et cousin du roi Surinyavongsa. Il est gouverneur de Nakhon Phanom lorsqu'il s'empare du pouvoir en 1695 et contraint le roi Tian Thala au suicide. Profitant des troubles, Sai Ong Hué investit Vientiane à la tête d'une troupes vietnamienne mise à sa disposition par la  dynastie Nguyễn. Il s'empare de la cité, se proclame roi sous le nom de Settathirath II et fait immédiatement mettre à mort Nan Tharat ,.